# (17092) Sharanya
(17092) Sharanya (1999 JP21) – planetoida z pasa głównego asteroid okrążająca Słońce w ciągu 3,68 lat w średniej odległości 2,38 j.a. Odkryta 10 maja 1999 roku.